# Amobarbital
Amobarbital – organiczny związek chemiczny stosowany jako lek z grupy barbituranów. Jest objęty Konwencją o substancjach psychotropowych z 1971 roku (wykaz III). W Polsce jest w grupie III-P Ustawy o przeciwdziałaniu narkomanii. Używany w teście Wady determinującym dominację jednej z półkul mózgu nad drugą. W czasie angiografii wlewu kroplowego do każdej z tętnic szyjnych wewnętrznych amobarbital szybko przerywa mowę w przypadku wstrzyknięcia go po stronie półkuli dominującej.
Jest słabym kwasem, pKa = 7,84.